# Snookerhulpstukken
In het snooker worden verschillende hulpstukken gebruikt. Deze zijn bruikbaar wanneer het moeilijk is een brug te vormen met de hand, bijvoorbeeld wanneer een cueball (witte speelbal) ver op de tafel ligt, of wanneer ballen net voor de cuebal liggen. Alle hulpstukken zijn terug te vinden bij de snookertafel zelf of in de buurt ervan. Dit zijn de officiële hulpstukken:
- Rest: heeft een kruisvormig uiteinde en is normaal iets minder lang dan de breedte van de tafel. Dit hulpstuk wordt het vaakst gebruikt, en wel in situaties waarin de cueball net iets te ver ligt om hem stabiel te kunnen stoten. Er is een ook verlengde versie van (de extended rest), op de professionele toernooien met een in lengte verstelbare verlenging.

- Hook rest: is voor het eerst gebruikt op het wereldkampioenschap van 2004; het heeft net als de rest een kruisvormig uiteinde, maar dit uiteinde is bevestigd aan een soort haak. Met de hook rest kan om of over een aantal ballen heen gespeeld worden zonder dat de spider of swan neck gebruikt hoeft te worden. Dit hulpmiddel is in 'gewone' snookerclubs nog maar zelden beschikbaar.

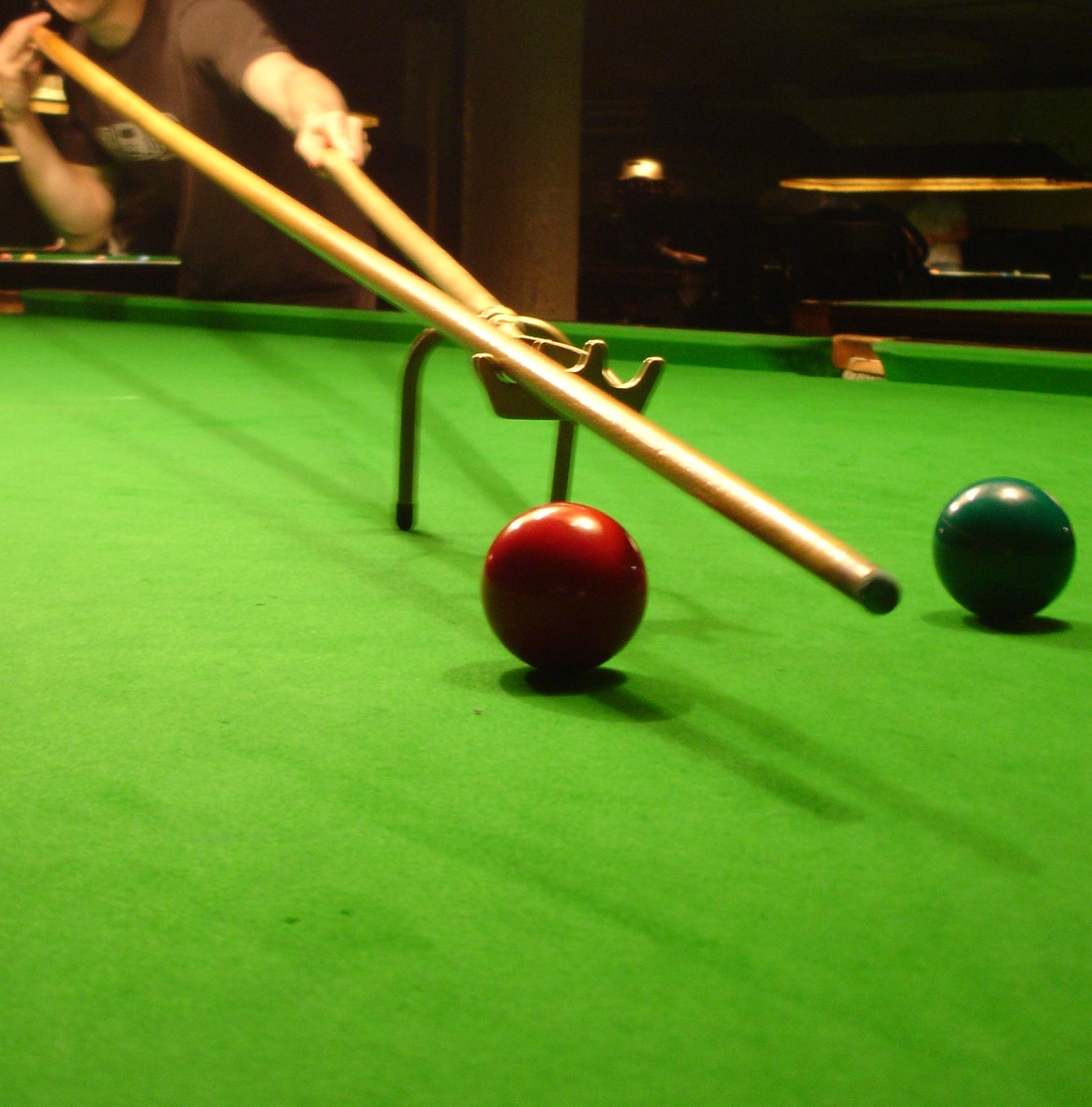
Een extended spider

- Spider: heeft een verhoogd uiteinde met drie 'gleuven'. De spider wordt gebruikt wanneer er een of meer ballen voor de cueball liggen, waardoor de speler er moeilijk bij kan.

- Extended spider: dit hulpstuk is een spider waarvan het uiteinde een stuk uitsteekt. Dit hulpstuk is handig wanneer er twee of meer ballen voor de cueball liggen, en een gewone spider niet zou volstaan. De cueball wordt wel sterk vanuit de hoogte aangespeeld, waardoor het een stuk moeilijker wordt om de te spelen hoek in te schatten.

- Swan neck: heeft een uiteinde dat naar boven gebogen is, wat doet denken aan een zwanenhals. De swan neck wordt in ongeveer dezelfde situaties gebruikt als de bovengenoemde extended spider. De keuze tussen beide is in de praktijk meestal een kwestie van persoonlijke voorkeur. De swan neck is niet altijd beschikbaar.

- Full butt: een lang verlengstuk met een uiteinde dat drie brede 'gleuven' heeft, met een bijpassende lange keu. Op grote toernooien wordt dit hulpstuk nauwelijks nog gebruikt, de meeste spelers geven de voorkeur aan de extended rest. Tevens verkiezen ze hun eigen keu boven de bijgeleverde keu, waar ze dan een verlengstuk (extension) op zetten.

De twee rests bevinden zich aan de korte zijde van de tafel, de full butt en extended rest aan de lange zijde. De spider, extended spider, swan neck en hook rest bevinden zich, als ze beschikbaar zijn, onder of in de buurt van de tafel.
De meeste (professionele) spelers proberen zo weinig mogelijk de hulpstukken te gebruiken; er worden immers andere spieren gebruikt bij een shot met een hulpstuk, wat een shot kan beïnvloeden. Als de cueball niet al te ver verwijderd ligt, gebruiken veel spelers een korte verlenging om er met hun keu bij te kunnen; in situaties waarin een of meer andere ballen voor de cueball liggen, kan de speler zijn brug verhogen. Sommige spelers gebruiken hun andere hand (links als ze rechtshandig zijn en omgekeerd) om sommige stoten te spelen waarvoor met hun normale hand een hulpstuk nodig zou zijn, al is er veel training nodig om enig niveau te halen met de 'andere' hand.
Jargon ·
Maximumbreak ·
Effect ·
Gesnookerd ·
Hulpstukken ·
Spelers ·
Toernooien